# باشگاه فوتبال ولگا اولیانوفسک
باشگاه فوتبال ولگا اولیانوفسک (روسی: ФК «Во́лга» Улья́новск) یک باشگاه فوتبال در شهر اولیانوفسک کشور روسیه است. این باشگاه در لیگ حرفه‌ای فوتبال روسیه بازی می‌کند. این باشگاه در سال ۱۹۴۷ تأسیس شده‌است. Trud محل برگزاری بازی‌های خانگی این باشگاه است.